# エッジウェア
エッジウェア（Edgware）は、ロンドンのバーネット・ロンドン特別区にある地区である。ロンドンの北の郊外に位置している。チャリング・クロスの北西9.7マイル(15.6キロメートル)に位置している。
2011年の時点で、この地区の人口は76,056人だった。

## 交通
エッジウェアの地域にはロンドン地下鉄の駅が4つある。
- エッジウェア駅（ノーザン線）
- バーント・オーク駅（ノーザン線）
- キャノンズ・パーク駅 (ジュビリー線)
- クイーンズベリー駅 (ジュビリー線)